# Palmachim
 (novembre 2018).
Si vous disposez d'ouvrages ou d'articles de référence ou si vous connaissez des sites web de qualité traitant du thème abordé ici, merci de compléter l'article en donnant les références utiles à sa vérifiabilité et en les liant à la section « Notes et références ».
Palmachim(en hébreu (he) פלמחים) est un kibboutz israélien situé au sud-ouest de Tel Aviv à proximité de la ville de Rishon LeZion.

## Historique
Il a été fondé en 1949.